# Койн (Айова)
Койн (англ. Coin) — місто (англ. city) в США, в окрузі Пейдж штату Айова. Населення — 176 осіб (2020).

## Географія
Койн розташований за координатами 40°39′22″ пн. ш. 95°14′6″ зх. д. / 40.65611° пн. ш. 95.23500° зх. д. (40.656063, -95.234873).  За даними Бюро перепису населення США в 2010 році місто мало площу 2,07 км², уся площа — суходіл.

## Демографія
Згідно з переписом 2010 року, у місті мешкали 193 особи в 79 домогосподарствах у складі 56 родин. Густота населення становила 93 особи/км².  Було 99 помешкань (48/км²).
Расовий склад населення:
| - 94,3 % — білих |

До двох чи більше рас належало 5,7 %. Частка іспаномовних становила 7,3 % від усіх жителів.
За віковим діапазоном населення розподілялося таким чином: 26,4 % — особи молодші 18 років, 54,9 % — особи у віці 18—64 років, 18,7 % — особи у віці 65 років та старші. Медіана віку мешканця становила 44,5 року. На 100 осіб жіночої статі у місті припадало 94,9 чоловіків;  на 100 жінок у віці від 18 років та старших — 89,3 чоловіків також старших 18 років.
Середній дохід на одне домашнє господарство  становив 51 695 доларів США (медіана — 43 125), а середній дохід на одну сім'ю — 61 883 долари (медіана — 50 357). За межею бідності перебувало 11,9 % осіб, у тому числі 30,8 % дітей у віці до 18 років та 0,0 % осіб у віці 65 років та старших.
Цивільне працевлаштоване населення становило 76 осіб. Основні галузі зайнятості: виробництво — 25,0 %, освіта, охорона здоров'я та соціальна допомога — 23,7 %, транспорт — 11,8 %, роздрібна торгівля — 6,6 %.